# Donatas Morkūnas
Donatas Morkūnas (* 17. April 1957 in Druskininkai) ist ein litauischer Politiker.

## Leben
Nach dem Abitur 1975 in Druskininkai absolvierte er 1980 das Diplomstudium der Geschichte an der Vilniaus universitetas und von 1984 bis 1987 die Aspirantur an der Universität Minsk. Von 1980 bis 1989 lehrte er am Šiaulių pedagoginis institutas und von 1989 bis 1990 arbeitete er bei Lietuvos komunistų partija in Šiauliai. Von 1990 bis 1992 war der Deputat im Seimas, von 1992 bis 1993 Berater von Seimas, von 1993 bis 1994 Oberreferent des litauischen Präsidenten. Von 1995 bis 1999 leitete er die Filiale Zokniai von AB „Šiaulių bankas“ als Direktor. 2006  war er Berater des Premierministers.
Morkūnas war Mitglied von Lietuvos Persitvarkymo Sąjūdis. Von 1991 bis 1992 war er Mitglied von Lietuvos liberalų sąjunga und von 1992 bis 1996 LSDP.